# شیرکی‌پیچ

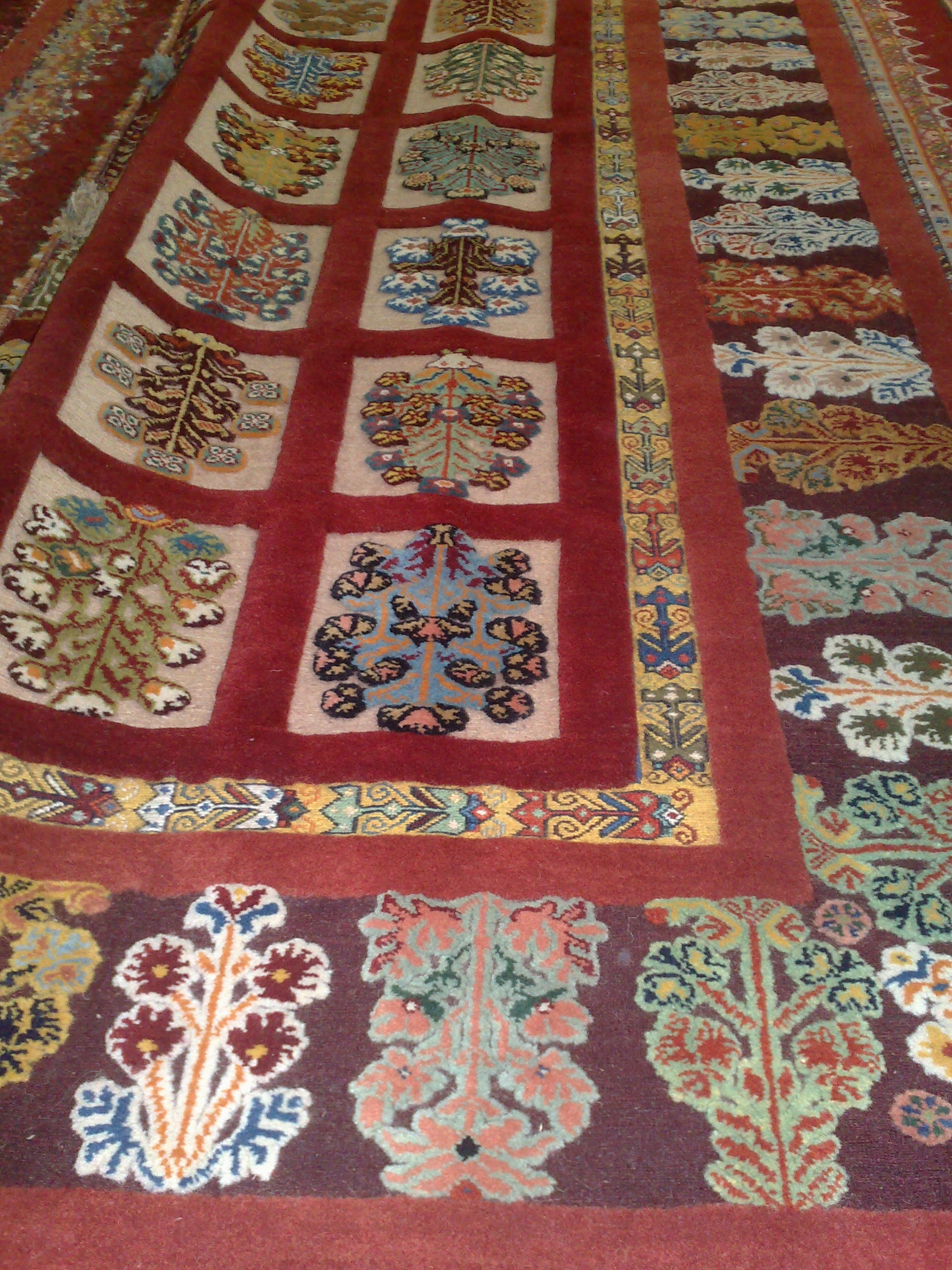
نمونه‌ای از یک گلیم فرش شیرکی پیچ که در سیرجان بافته شده‌است. - عکس علی اکبر عبدالرشیدی

شیرکی‌پیچ نام نوعی گلیم است که در مناطق سیرجان و بافت بافته می‌شود. این نوع گلیم در نوع خود منحصربه‌فرد و متفاوت است. گلیم شیرکی پیچ در گذشته صرفاً به صورت گلیم بافته می‌شده‌است اما امروزه به شکل ترکیبی از گلیم و قالی بافته می‌شود.
در این نوع گلیم برخلاف انواع دیگر گلیم که در آن‌ها پود باعث شکل‌گیری محصول می‌شود پود نقشی در بافت ندارد و فقط تارها را به یکدیگر متصل می‌کند و باعث استحکام درگیری نخ خامه با تارها می‌شود. این نوع گلیم در شهرستان سیرجان و بافت تولید می‌شود.
بافت گلیم در جوامع عشایری و روستایی تقریبآ حالت حرفه‌ای غیر دایم و فصلی دارد. گلیم و گلیم‌فرش‌های شیرکی پیچ که در کرمان به آن سوزنی هم می‌گویند بخش مهمی از درآمد ساکنان سیرجان را تولید می‌کند. در سال ۸۹ خورشیدی ۱۴ هزار بافنده فرش و گلیم «شیرکی پیچ» در سیرجان بافت فعال هستند که محصولات خود را روی هفت هزار دار گلیم می‌بافند. با توجه به تقاضا تولید و صادرات رو به رشد این گلیم تعداد بافندگان آن نیز در سال‌های اخیر در سیرجان و حومه آن به ۷–۶ هزار نفر افزایش یافته‌است.
شیرکی پیچ ظاهری شبیه به قالی دارد و همانند قالی با گره بافته می‌شود و برخلاف دیگر انواع گلیم که پود باعث تکمیل و نماینده نقوش می‌شود در این‌جا پود تنها نقش اتصال تارها را برعهده دارد و همیشه در پشت گوشت (پرز) گلیم مخفی است و قابل روییت نمی‌باشد. بافت بردار بر آن گذاشته می‌شود و گره این گلیم نیز بر دو نوع است:
۱- گره متن: با این گره نخ رنگی از روی دو تار می‌گذرد سپس به پشت برگردانده می‌شود و از زیر رشته اصلی رویی عبور و ایجاد گره می‌کند.
۲- گره آبدوزی: در این گره پود دو بار روی تار قرار می‌گیرد و خط پهن تری ایجاد می‌کند.
این گلیم خوش نقش و نگار که ازآن برای تولید کیف، تابلو، رویه صندلی و چیزهای دیگر استفاده می‌شود، در سالیان گذشته بخشی از صادرات غیرنفتی کشور را تشکیل می‌داد و در بازار برخی کشورها مشتریان خاص خود را داشت و مسئولین درصددند با احیای این هنر، این محصول را بار دیگر به بازارهای جهانی معرفی کنند.
همچنین در سال ۱۳۹۶، سیرجان و روستای دارستان به عنوان دهکده جهانی گلیم در سازمان علمی_فرهنگی سازمان ملل، یونسکو ثبت جهانی شدند.

## رنگ در شیرکی پیچ
رنگ‌های گلیم شیرکی پیچ معمولاً پخته و متمایل به تیره و شامل:
قرمز لاکی (روناس، خشخاش، گیلاس و قرمزدانه)
رنگ آبی (نیل و پوست بادمجان)
رنگ زرد (زعفران، زردچوبه و پوست انار)
رنگ نارنجی (نخ رنگ روناسی را در جوشانده پوست انار می‌زنند)
رنگ سبز تیره (برگ گردو، زرد+نیل)
رنگ قهوه ای (طبیعی، تنباکو، پوست گردو، برگ بنه)
رنگ مشکی (طبیی، پوست گردو)
. بزرگ‌ترین گلیم شیرکی‌پیچ و پته جهان در خردادماه ۹۰ با ابعاد ۶٫۳۰ در ۱۰ متر توسط هزار قالی‌باف کرمانی تهیه و به منظور نمایش در نمایشگاه بین‌المللی صنایع دستی به نمایش گذاشته شد.